# Wetruszka
Wetruszka (bułg. Ветрушка) – wieś w południowej Bułgarii, w obwodzie Chaskowo, w gminie Iwajłowgrad. Obecnie wieś jest wyludniona.